# Crepidodera
Genre
Crepidodera est un genre de coléoptères.